# Dauchingen
Dauchingen è un comune tedesco di 3 633 abitanti, situato nel land del Baden-Württemberg.